# Mondolfo
Mondolfo (Mondòlf in dialetto gallo-piceno) è un comune italiano di 14 379 abitanti della provincia di Pesaro e Urbino nelle Marche. Il comune di Mondolfo rientra tra i Borghi più belli d'Italia.

## Geografia fisica
Il comune sorge su una collina a poca distanza (7 km.) dal mare Adriatico, nel lembo orientale della provincia di Pesaro e Urbino, presso la foce del fiume Cesano.
Risalendo il fiume, si incontrano i nuclei abitati di Castelvecchio, Monte Porzio, San Filippo sul Cesano, San Michele al Fiume, San Lorenzo in Campo e Pergola. Il territorio anticamente aveva nome di "Ravignana", con capitale geografica Mondavio, in quanto parte dei possedimenti dell'Esarcato bizantino di Ravenna.

## Storia
In un'area abitata già dall'età neolitica, nel VI secolo sulla sommità della collina aveva trovato sede un castello bizantino, presso il quale attorno all'anno Mille avvenne l'incastellamento della cittadina.
Mondolfo rappresentava probabilmente anche un centro di relativa importanza dell'area in cui tra il VI e VII secolo d.C. si erano insediate popolazione protobulgare probabilmente invitate dalle autorità bizantine dell'Esarcato di Ravenna per sostituire la forza lavoro decimata da epidemie in analogia con quanto accaduto in altre aree dell'Esarcato (oggi tra il nord delle Marche e il Sud della Romagna) quali quella cesenate e quella riminese.
Per sfuggire dai pericoli del fondovalle, in special modo dalla località di San Gervasio dei Bulgari, oggi nella periferia sud di Mondolfo, dove sorgeva un'importante monastero del quale resta la superba Chiesa, che conserva nella cripta il più grande sarcofago ravvennate delle Marche, la popolazione si rifugiò sulla collina di Mondolfo. Il Castello, connotato dalle vie disposte a ventaglio lungo il degradare del versante meridionale del colle con nobili palazzi e ricche chiese, a seguito di una costante espansione urbanistica venne fortificato con l'innalzamento di due possenti cinte di mura che, grazie all'intervento dell'architetto militare Francesco di Giorgio Martini nel XV secolo, avranno a coronamento l'invincibile rocca, poi atterrata dalla neonata Italia sabauda. Una posizione, quella strategicamente scelta per Mondolfo, a 144 m s.l.m., ad appena due chilometri dal mare e, a poco più dalla Foce del Cesano, non certo casuale. Il Castello dominava il litorale e la strada marina che lo percorre, è a guardia della Foce del Cesano, controlla
l'accesso all'intera vallata, vigila sulle vicine località di San Costanzo e Stacciola. Si può ammirare, in direzione est, l'Adriatico.
Mondolfo è stato un presidio della costa a tutela da eventuali sbarchi di Saraceni, come quella volta che – attraverso la località ancora oggi segnata dall'antica Chiesa di Santa Vittoria che si intravede dal belvedere nel boschetto sul crinale della collina a nord est – si dovette respingere con l'astuzia un attacco in forze di turchi provenienti dal mare, scesi a Marotta, oggi località balneare, ed intenzionati a razziare tutto il possibile lungo la costa e la valle. Così, a maggior presidio della foce del Cesano, fu costruita (circa all'odierna Piano Marina) la Bastia, possente torre quadrilatera a guardia del delta. Vi si trovava, con ogni probabilità, già da epoca romana pure un approdo, seppure secondario, per il traffico locale. Le imbarcazioni ricevevano le merci che da qui potevano confluire dalle tante località della valle del Cesano, percorsa dal diverticolo della Strada Consolare Flaminia che, a Cagli, si ricongiungeva con la direttrice principale alla volta di Roma.

## Monumenti e luoghi d'interesse

### Architetture religiose
- Chiesa di Santa Maria del Soccorso (S.Agostino) (1586-1593)
- Chiostro di Sant'Agostino  (XVII secolo)
- Collegiata Parrocchiale di Santa Giustina (1760 circa)
- Oratorio di San Giovanni Decollato (XVII secolo)
- Chiesa di San Sebastiano (1738-1760)
- Abbazia di San Gervasio (V-VI secolo)
- Santuario della Madonna Delle Grotte (1682)
- Edicola sacra, raffigurante la Natività di Cristo (XVIII secolo)

### Architetture civili

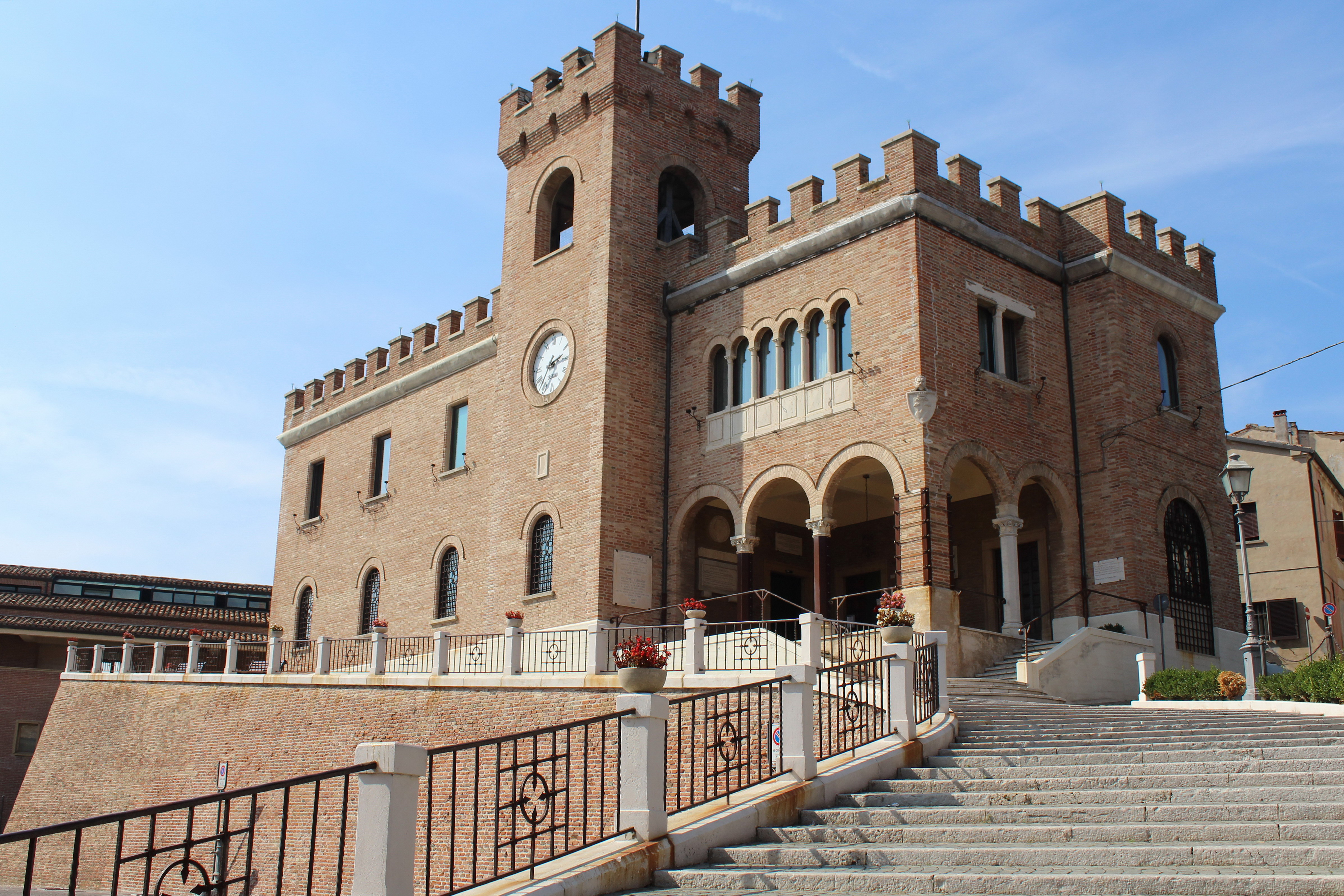
Palazzo comunale

- Mura Castellane (prima e seconda cerchia)
- Palazzo Comunale (sec. XX)
- Bastione di Sant'Anna (sec. XVI)
- Palazzo Giraldi Della Rovere (XVI secolo), non visitabile
- Palazzo Peruzzi (XVI secolo), non visitabile
- Palazzo Silvestrini con soffitto a decorazione neoclassica (XIX secolo), non visitabile
- Parco della Rimembranza e Monumento ai Caduti (1926)
- Fonte  (XX secolo)
- Busto di Pio IX, commissionato dalla locale banda musicale, la cui fondazione venne stabilita dal suddetto Papa
- Spazio museale civico, presso il complesso di sant'Agostino, e il Salone Aurora (sala conferenze con adiacente salone per mostre artistiche temporanee)

### Arte
A Mondolfo è stato realizzato nel 2019 e nel 2020 un progetto di arte urbana denominato Mondolfo Galleria Senza Soffitto, sotto la direzione dell’Associazione PAM Pro Arte Mondolfo e dell’artista Filippo Sorcinelli, ancora oggi meta di turisti e appassionati.

## Società

### Evoluzione demografica
Abitanti censiti

### Etnie e minoranze straniere
Secondo i dati ISTAT al 31 dicembre 2009 la popolazione straniera era di 1.215 persone. Le nazionalità maggiormente rappresentate in base alla loro percentuale sul totale della popolazione residente erano:
- Albania 235 1,96%
- Senegal 186 1,55%
- Marocco 138 1,15%

### Lingue e dialetti
A Mondolfo, così come a Marotta e Senigallia, si parla il dialetto senigalliese, seppur con delle variazioni.

## Infrastrutture e trasporti
La stazione ferroviaria di Marotta-Mondolfo, risale al 1884.
Tramite il casello autostradale di Marotta-Mondolfo è possibile raggiungere il territorio comunale mediante l'autostrada A14.

## Amministrazione
| Periodo           | Periodo        | Primo cittadino    | Partito         | Carica                    | Note                                         |
| ----------------- | -------------- | ------------------ | --------------- | ------------------------- | -------------------------------------------- |
| 22 settembre 1988 | 27 maggio 1991 | Italia Carnaroli   | PCI             | Sindaco                   | [ 8 ]                                        |
| 28 maggio 1991    | 6 giugno 1993  | Gaetano Vergari    | PSI             | Sindaco                   | [ 8 ]                                        |
| 7 giugno 1993     | 27 aprile 1997 | Sergio Sgammini    | Centro-sinistra | Sindaco                   | [ 8 ]                                        |
| 28 aprile 1997    | 13 maggio 2001 | Sergio Sgammini    | Centro-sinistra | Sindaco                   | [ 8 ]                                        |
| 14 maggio 2001    | 5 maggio 2005  | Vittoriano Solazzi | Centro-sinistra | Sindaco                   | [ 8 ]                                        |
| 6 maggio 2005     | 26 maggio 2005 | Pietro Cavallo     | Centro-sinistra | Vicesindaco               | [ 8 ]                                        |
| 27 giugno 2005    | 28 maggio 2006 | Darco Pellos       |                 | Commissario straordinario | [ 8 ]                                        |
| 29 maggio 2006    | 15 maggio 2011 | Pietro Cavallo     | Centro-sinistra | Sindaco                   | Eletto con il 53,45% dei voti al primo turno |
| 16 maggio 2011    | 5 giugno 2016  | Pietro Cavallo     | Centro-sinistra | Sindaco                   | Eletto al 1º turno con il 53,82% dei voti    |
| 6 giugno 2016     | 4 ottobre 2021 | Nicola Barbieri    | Lista civica    | Sindaco                   | Eletto al primo turno con il 41,14% dei voti |
| 4 ottobre 2021    | in carica      | Nicola Barbieri    | Centro-destra   | Sindaco                   | [ 8 ]                                        |

### Gemellaggi
- Romont, dal 1980[senza fonte]
- Iffezheim, dal 2007[14]

## Sport
Ha sede nel comune la società calcistica A.S.D. Mondolfo Calcio, nata nel 1958, che ha disputato campionati dilettantistici. Nel 2021, la società mondolfese si è fusa con l'US Marotta, fondando alla squadra Atletico MondolfoMarotta, militante nel campionato di Promozione. In Terza Categoria milita invece la squadra del Maroso Mondolfo.
Particolarmente vivace a Mondolfo è la pratica del calcio a 5 grazie all’associazione Amici del Centro Socio Sportivo ASD che trova sede presso la struttura parrocchiale del Centro Socio Sportivo “Giovanni Paolo II”. A Mondolfo è presente pure una associazione professionistica di pallavolo, "ASD Volleyball Mondolfo", con sezioni maschili, femminili e giovanili. Tra gli allenatori celebri della squadra si annovera Davide Mazzanti tra 1997 e 2001.
Nelle zone rurali del comune si segnala la non infrequente pratica del gioco della ruzzola e del tiro del formaggio (analogo alla ruzzola, ma effettuato con una forma di formaggio al posto della rotella di legno), con tornei dilettantistici.
Il gioco del pallone col bracciale, molto frequente sino a inizio XX secolo, è oggi praticato molto raramente, nonostante la presenza di una piccola associazione professionistica.